# Matelea australis
Matelea australis är en oleanderväxtart som först beskrevs av Gustaf Oskar Andersson Malme, och fick sitt nu gällande namn av A. Pontiroli. Matelea australis ingår i släktet Matelea och familjen oleanderväxter. Inga underarter finns listade i Catalogue of Life.